# Guttipsilopa wirthi
Guttipsilopa wirthi är en tvåvingeart som först beskrevs av Wayne N. Mathis och Amnon Freidberg 1980.  Guttipsilopa wirthi ingår i släktet Guttipsilopa och familjen vattenflugor.
Artens utbredningsområde är Florida. Inga underarter finns listade i Catalogue of Life.